# Szurma András
Szurma András (Veszprém, 2001. július 12. –) magyar designer, producer, rendező, marketingszakember, stylist. 

## Élete
Pályafutását egészen fiatalon kezdte, 2016-ban (15 éves korában) kezdett grafikusként dolgozni. 2018-ban kezdett el magyar előadókkal és médiaszemélyiségekkel dolgozni. Nem sokkal később együttműködött az Xfaktor tehetségkutató felfedezettjeivel, illetve A DAL dalverseny résztvevőivel. Ezt követően több felkérést is kapott (ekkor már nem csak grafikusi munkakörre, hanem videóklip-rendezésre, személyi stílustanácsadásra és mentorálásra is).  
2019-ben alapította meg saját dizájnügynökségét Stardesign Hungary néven, majd dolgozott a 2019-es Eurovíziós dalfesztivál külföldi előadóival, és ezzel együtt elkezdte közszereplői karrierjét is tartalomgyártóként. 2020-tól foglalkozik rendszeresen előadók mentorálásával, marketingszakemberként is, így több magyar előadó ismertté válása az ő nevéhez fűződik. 

## Magyar műsorokkal való közreműködései 2022-ig
- Xfaktor 8. évad
- Belevalóvilág 8
- A DAL 2019
- Xfaktor 9. évad
- A DAL 2020
- X-Faktor 11. évad